# Centro de Operações Espaciais

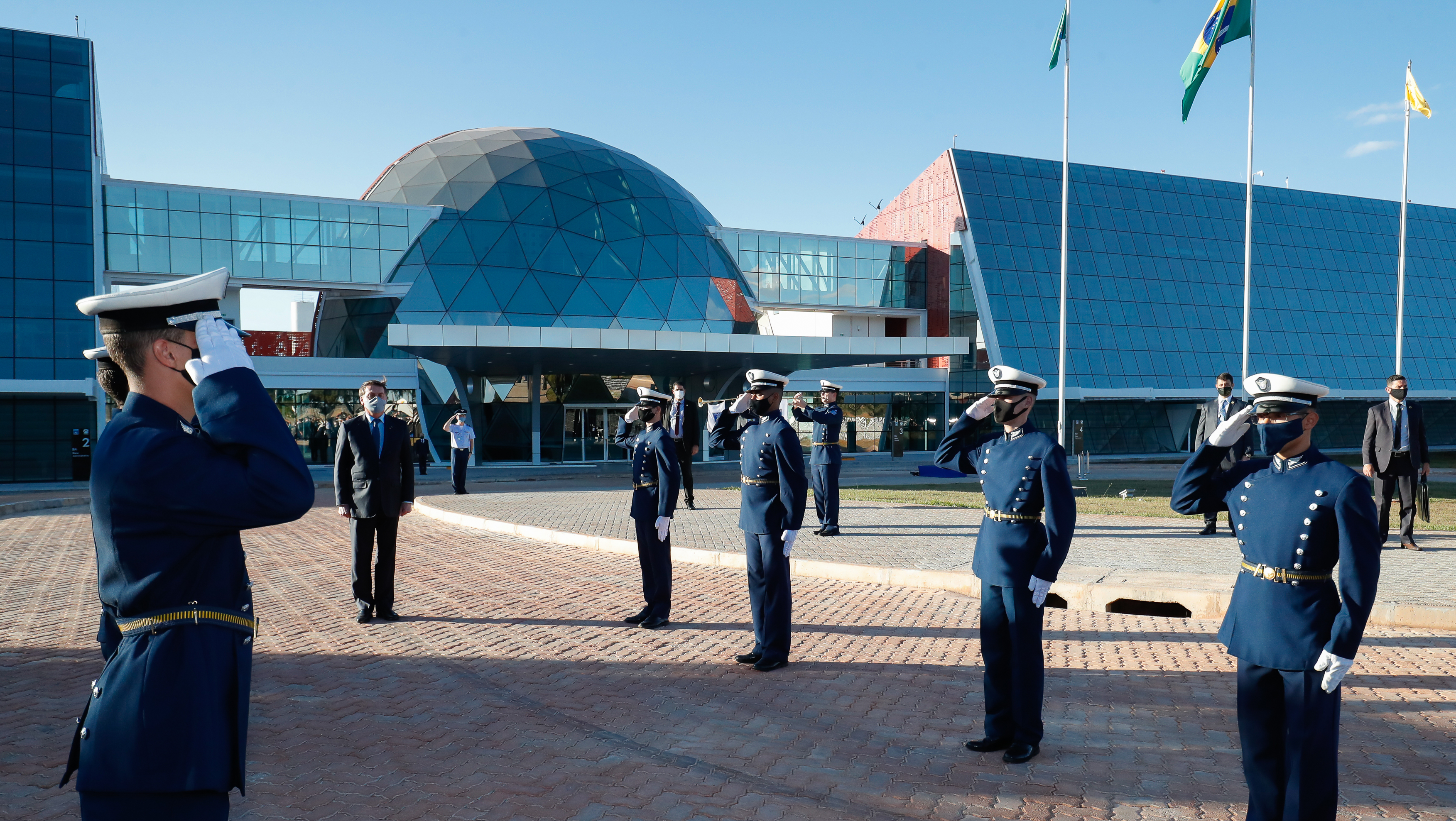
Inauguração do Centro de Operações Espaciais Principal (COPE-P)

O Centro de Operações Espaciais (COPE) é uma instalação operada pelo Comando de Operações Aeroespaciais para controlar e supervisionar os satélites brasileiros e outras actividades espaciais.

## História e missão
O COPE foi fundado a 23 de junho de 2020 pelo presidente Jair Bolsonaro. A principal missão da unidade é a operação e controle dos satélites SGDC em parceria com a Telebrás. Outras atividades espaciais serão conduzidas a partir do COPE como parte das operações da Agência Espacial Brasileira.